# João Paulo Cuenca
João Paulo Cuenca (Rio de Janeiro, 4 de agosto de 1978) é um escritor e cineasta argentino-brasileiro.
É autor dos romances "Corpo presente" (2003). “O dia Mastroianni" (2007), “O único final feliz para uma história de amor é um acidente” (2010) e "Descobri que estava morto" (2016), eleito o melhor romance do ano pelo Prêmio Literário Biblioteca Nacional e finalista do Prêmio Jabuti. Atualmente é Mestrando do programa de Teoria Literária e Literatura Comparada da Faculdade de Filosofia, Letras e Ciências Humanas - USP. 
Seus livros foram traduzidos para oito idiomas e tiveram os direitos comprados por onze países. Em 2007, foi selecionado pelo Festival de Hay um dos 39 jovens autores mais destacados da América Latina e em 2012 foi escolhido pela revista britânica Granta um dos 20 melhores romancistas brasileiros com menos de 40 anos.
Desde 2003 escreveu crônicas semanais para os principais veículos do país como Tribuna da Imprensa, Jornal do Brasil, O Globo, Folha de S.Paulo, The Intercept Brasil e DW Brasil. Uma antologia de suas crônicas foram reunidas em "A última madrugada" (2012).
Em 2016 dirigiu seu primeiro longa-metragem, "A morte de J.P. Cuenca", que foi selecionado para o Festival do Rio e para a Mostra Internacional de Cinema de SP no ano seguinte. O projeto foi escolhido em 2013 para participar do primeiro workshop do Bienalle College - Cinema Project, realizado pela Bienal de Veneza e ganhou o edital de coprodução da RioFilme com o Canal Brasil no mesmo ano.
A estreia do filme na Europa foi na mostra competitiva principal do festival CPH:DOX, na Dinamarca, em novembro de 2015. O longa-metragem foi selecionado para festivais como Punto de Vista (Espanha, 2016), BAFICI (Argentina, 2016), New Horizon IFF (Polônia, 2016), NEMAF - Seoul Intl. NewMedia Festival (Coreia do Sul, 2016), Pacific Meridian IFF Vladivostok (Russia, 2016), The Montreal Festival du Nouveau Cinéma (Canada, 2016), Lakino – Latin American Film Festival Berlin  (Alemanha, 2016), entre outros.
Participou de leituras como escritor convidado na PUC-Rio (2004), UFRJ (2004), Sorbonne Nouvelle - Paris III (2006), Columbia University (2011), Princeton University (2011, 2014), Heidelberg University (2012), Salzburg University (2012), Yale University (2014), Brown University (2013, 2014), UCLA (2014), Stanford (2014), University of Illinois (2014), entre muitas outras. Foi convidado para festivais literários como Hay Festival Cartagena de Indias (Colombia, 2008, 2013, 2017), Berlin International Literature Festival (2012, 2013), Frankfurt Book Fair (2012, 2013, 2018), Xalapa Hay Festival in Mexico (2012), Guadalajara Book Fair (2012), London Brazilian Festival (2010), Americas Society Symposium on Brazilian Literature (New York, 2011), Festival Vivamerica (Madrid, 2011), Correntes d'Escritas (Portugal, 2008, 2009, 2011) entre outros.
Foi o curador da programação do café literário da Bienal do Livro da Bahia em 2013 e da Bienal do Livro de Belo Horizonte em 2014. Em 2010, foi o curador do projeto literário “Amores Expressos” que levou 16 autores brasileiros a escrever livros em 16 cidades ao redor do mundo. Ganhou uma Civitella Ranieri Writing Fellowship em 2013 e foi escritor residente do Programa Avançado de Cultura Contemporânea of UFRJ (PACC) em 201].

## Romances
- Descobri que estava morto, Caminho, Portugal, 2015. 
  - Publicado no Brasil (Tusquets, 2016), Argentina, México e Colômbia (Tusquets, 2017), França ( Miraggi, 2018)
- O único final feliz para uma história de amor é um acidente, São Paulo: Companhia das Letras 2010. 
  - Publicado em Portugal (Caminho, 2010), Espanha (Lengua de Trapo, 2012), Alemanha (A1 Verlag, 2012), França (Cambourakis, 2013), Estados Unidos (Tagus Press, 2013), Finlândia (Ivan Rotta & Co, 2014) e Romênia (Polirom, 2015)
- O dia Mastroianni, Rio de Janeiro: Agir 2007 
  - Publicado em Portugal (Caminho, 2009), Itália (Cavallo di Ferro, 2008), Alemanha (A1 Verlag, 2013)
- Corpo presente, Rio de Janeiro: Planeta 2003 (republicado em 2013 pela Companhia das Letras).  
  - Publicado na Suécia (Tranan, 2016) e na Argentina (Dakota, 2016).

## Livro de Crônicas
- A Última Madrugada, LeYa, 2012.

## Contos
(em antologias e/ou revistas literárias)
- Parati para mim, Rio de Janeiro: Agir, 2003.
- Prosas Cariocas, Rio de Janeiro: Casa da Palavra, 2004.
- Contos sobre tela, Rio de Janeiro: Pinakotheke, 2005.
- Paralelos, Rio de Janeiro: Agir, 2005.
- Bogotá 39 — Antologia de cuento latinoamericano — Bogotá: Ediciones B, 2007.
- Cem melhores crônicas brasileiras, Rio de Janeiro: Editora Objetiva, 2007.
- Cenas da Favela, São Paulo: Geração Editorial, 2007.
- Missives – Nouvelles brésilliennes contemporaines, França: Société Littéraire, 2008.
- Revista Eñe, Nº 16 — Madrid, 2008.
- 10 cariocas", Rosario: Ferreyra Editor, 2009.
- Words without borders, march 2011 issue, New York, 2011.
- Americas Society Review: Literature and Arts of the Americas, No.83, New York: Routledge, 2011.
- Libardade até agora - Mobile Editorial, 2011.
- Granta 9, Brasil: Alfaguara, 2012.
- Granta 121: The Best of Young Brazilian Novelists, London: Granta, 2012.
- Bogotá 39, Madrid: Círculo de Lectores, 2013.
- Magyar Lettre Internationale, Nº 89 — Hungria, (2013). [nota 4]
- Popcorn unterm Zuckerhut, Berlin: Wagenbach, 2013.
- Magnus Magazine 07 Brazil, Prague: Yinachi, 2015.

## Obras traduzidas
- Una giornata Mastroianni Cavalo di Fierro, Itália, 2008.
- O Dia Mastroianni Caminho Editorial, Portugal, 2009.
- O único final feliz para uma história de amor é um acidente, Caminho Editorial, Portugal, 2011.
- El único final feliz para una história de amor es un accidente, (trad. Martín Caamaño), Editorial Lengua de Trapo, Espanha, 2012.
- Das einzig glückliche Ende einer Liebesgeschichte ist ein Unfall, (trad. Michael Kegler), A1 Verlag, Alemanha, 2012.
- Mastroianni Ein Tag (trad. Michael Kegler), A1 Verlag, Alemanha 2013.
- The Only Happy Ending for a Love Story Is an Accident (trad. Elizabeth Lowe), Tagus Press at UMass, US, 2013.
- La seule fin heureuse pour une histoire d'amour c'est un accident (trad.Dominique Nédellec), Cambourakis, França, 2014.
- Ainoa onnellinen loppu rakkaustarinalle on onnettomuus (trad. Pirkka Valkama), Iván Rotta & Co, Finlândia, 2014.
- Singurul final fericit pentru o poveste de dragoste e un accident (trad. Iolanda Vasile), Polirom, Romênia, 2015.
- Kroppsligheten (trad. Wera von Essen), Tranan, Suécia, 2016.
- Cuerpo presente (trad. Martín Caamaño), Dakota, Argentina, 2016.
- Descubrí que estaba muerto (trad. Martin Caamaño),Tusquets, Argentina, México e Colômbia, 2017
- J’ai découvert que j’étais mort (trad. Dominique Nédellec), Cambourakis, França, 2017.
- Ho scoperto di essere morto (trad. Eloisa Del Giudice), Miraggi Edizioni, 2018.

## Cinema
- A morte de J.P. Cuenca, atuação, roteiro, e direção de João Paulo Cuenca; produção de Marina Meliande e Felipe Bragança - Duas Mariola - 90' - cor, 2016.

"Em 2008, um cadáver foi identificado pela polícia com a certidão de nascimento do escritor João Paulo Cuenca em um prédio invadido na Lapa, centro do Rio de Janeiro. Inspirado por este fato, "A Morte do JP Cuenca" investiga o caso de roubo de identidade em uma cidade fantasmagórica passando por uma série de mudanças. Uma história verdadeira sobre "doppelgangers" e roubo de identidade, como se retirada de uma peça delirante da literatura, é uma trama que Cuenca tenta resolver ao mesmo tempo que embeleza a ficção de seu labiríntico filme meta-docu-noir de estreia.
Não é incomum que uma pessoa que viva fora das regras sociais tente adotar a identidade de um homem morto para começar uma nova vida, o oposto é o caso aqui: um homem rouba a identidade de outra pessoa para morrer em seu lugar. A trama envolve telefonemas misteriosos e um caso de amor com uma mulher enigmática, em um Rio de Janeiro passando por grandes mudanças na preparação para a Copa do Mundo de 2014, onde as escavadeiras estão em curso para erradicar a história da cidade."

## TV
- Afinal, o Que Querem as Mulheres? (com Cecilia Giannetti e Michel Melamed) Rede Globo, 2011.
- Nada tenho de meu, Canal Brasil, 2012.
- Jornal Estúdio i, com Maria Beltrão na Globo News, comentarista de cultura de 2008 a 2014. [nota 5]

## Teatro
- Terror, roteiro de João Paulo Cuenca, direção de Pedro Brício, atuação de Nina Morena e João Velho, 2011.
- Fragmentos, autoria e direção de João Paulo Cuenca e Fernanda Félix, atuação de Bianca Joy e Fabrício Belsoff (esta peça é baseada em "Fragmentos de um discurso amoroso" de Roland Barthes), 2011.[nota 6]